# Список дипломатических миссий Лесото

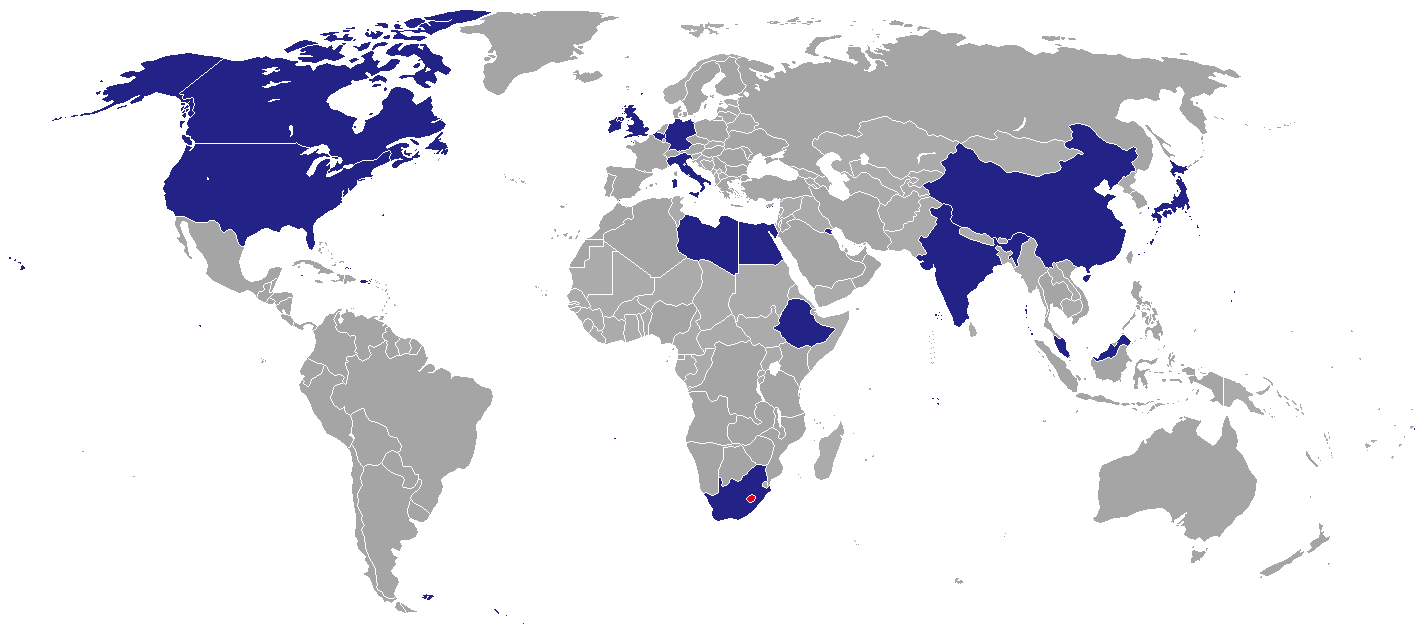

Список дипломатических миссий Лесото — южноафриканское королевство Лесото обладает ограниченным количеством дипломатических представительств за рубежом. В странах — членах Британского содружества дипломатические миссии Лесото, которое также входит в Содружество, возглавляет высший комиссар в ранге посла.

## Европа
- Бельгия, Брюссель (посольство)
- Германия, Берлин (посольство)
- Ирландия, Дублин (посольство)
- Италия, Рим (посольство)
- Великобритания, Лондон (высший комиссариат)

## Америка
- Канада, Оттава (высший комиссариат)
- США, Вашингтон (посольство)

## Африка
- Египет, Каир (посольство)
- Эфиопия, Аддис-Абеба (посольство)
- Ливия, Триполи (посольство)
- ЮАР, Претория (высший комиссариат)
  - Кейптаун (генеральное консульство)
  - Дурбан (генеральное консульство)
  - Клерксдорп (консульство)
  - Велком (консульство)

## Азия
- Китай, Пекин (посольство)
- Япония, Токио (посольство)
- Малайзия, Куала-Лумпур (высший комиссариат)

## Международные организации
- Брюссель (представительство при ЕС)
- Нью-Йорк (постоянная миссия при ООН)